# Staphylinina
A Staphylinina  a rovarok (Insecta) osztályának a bogarak (Coleoptera) rendjéhez, ezen belül a mindenevő bogarak (Polyphaga) alrendjéhez és a holyvafélék (Staphylinidae) családjához tartozó öregnem.

## Elterjedésük
Az egész Földön elterjedtek.

## Jellemzőik
Közepes vagy nagy testű bogarak, testhosszuk legalább 9 mm. Fejük és előtoruk szőrözött. Az ajakvégük ívesen kikanyarított.

## Magyarországon előforduló nemek
- Abemus (Mulsant & Rey, 1876)
- Creophilus (Samouelle, 1819)
- Dinothenarus (C.G. Thomson, 1858) (=Trichoderma, Parabemus)
- Emus (Samouelle, 1819)
- Ocypus (Samouelle, 1819)
- Ontholestes (Ganglbauer, 1895)
- Platydracus (Thomson, 1858)
- Staphylinus (Linnaeus, 1758)
- Tasgius (Stephens, 1829)